# John McCloskey
John McCloskey (Brooklyn, 10 maart 1810 - New York, 10 oktober 1885) was een Amerikaans geestelijke en kardinaal van de Rooms-Katholieke Kerk.
In 1810 werd hij geboren als zoon van de Ierse immigranten Patrick McCloskey en Elizabeth Harron. Hij bezocht het seminarie in Maryland en studeerde vervolgens aan de Pauselijke Gregoriaanse Universiteit in Rome. McCloskey werd op 12 januari 1834 priester gewijd. Hierop werd hij hoogleraar aan het net gestichte seminarie van Nyack. Kort daarop werd hij naar Rome gestuurd voor verdere studies. Het lag in de bedoeling dat hij zou promoveren, maar dat deed hij niet. In 1837 keerde McCloskey terug naar New York, waar hij pastoor werd van de Sint-Jozefparochie in Greenwich Village. Paus Gregorius XVI benoemde hem in 1843 tot titulair bisschop van Axiere en tot coadjutor van New York. In 1847 volgde zijn benoeming tot bisschop van Albany. In 1861 maakte paus Pius IX hem Assistent van de Pauselijke Troon. In 1864 werd McCloskey de eerste aartsbisschop van het tot aartsbisdom verheven bisdom New York.
Tijdens het consistorie van 15 maart 1875 creëerde paus Pius IX hem kardinaal. Hij kreeg de Santa Maria sopra Minerva als titelkerk. McCloskey was de eerste kardinaal uit de Verenigde Staten. McCloskey was de drijvende kracht achter de herbouw van Saint Patrick's Cathedral. In de crypte van deze kathedraal werd hij, na zijn dood, bijgezet.
In 1878 reisde McCloskey naar Rome, om er het Conclaaf van 1878 bij te wonen. Toen hij in Rome aankwam, was paus Leo XIII evenwel reeds gekozen.

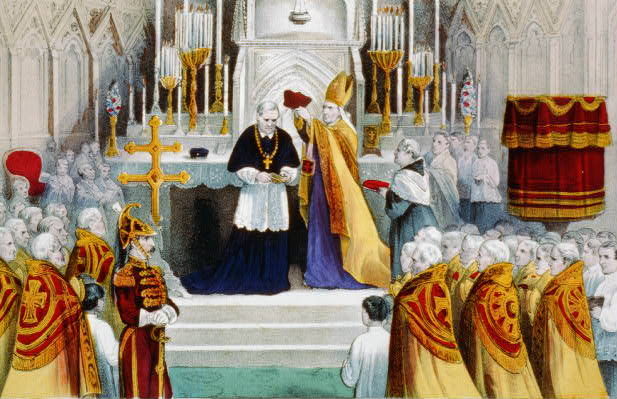
Kardinaal McCloskey ontvangt de biretta

- Gemeinsame Normdatei: 1129631583
- International Standard Name Identifier: 0000 0000 6150 5812
- Library of Congress Control Number: n95068048
- SNAC: w6zk6q44
- Virtual International Authority File: 9095382
- WorldCat: E39PBJmDfYgWxkr6DjY4xDfTHC